# 쇼모지 요제프
쇼모지 요제프(헝가리어: Somogyi Jozsef, 1968년 5월 23일 ~ )는 헝가리 출신의 축구 선수이다. K리그에서 등록명은 조셉을 사용하였으며 미드필더로 활약하였다. 부천 유공 / 부천 SK (현 제주 유나이티드)에 입단하여 1994 시즌-1997 시즌 네 시즌 동안 시즌 통산 105경기 19득점-17도움 (정규리그 73경기 16득점-14도움 / 리그컵 32경기 3득점-3도움)의 기록을 남겼다.